# Decyloleaat
Decyloleaat is een organische verbinding uit de groep der carboxylaatesters, die bestaat uit esters van hogere vetzuren en vetalcoholen. Meer bepaald is decyloleaat een ester van oliezuur en decylalcohol. De zuivere stof komt voor als een kleurloze viskeuze vloeistof, die onoplosbaar is in water.

## Toepassingen
Decyloleaat wordt gebruikt in cosmetische producten (waaronder lippenstift) als zachtmakende hulpstof. Daarnaast wordt het gebruikt bij de bereiding van bepaalde geneesmiddelen in de apotheek.